# Uczeń czarnoksiężnika (film 2010)
Uczeń czarnoksiężnika (ang. The Sorcerer’s Apprentice) − film fantasy z 2010 roku w reżyserii Jona Turteltauba. Inspiracją do napisania scenariusza filmu był segment klasycznego filmu Fantazja wytwórni Walta Disneya z 1940 roku, który z kolei oparty jest na scherzo symfonicznym Paula Dukasa pod tytułem Uczeń czarnoksiężnika z 1897 oraz na balladzie Johanna Wolfganga Goethego z 1797 roku.
W głównych rolach wystąpili m.in. Nicolas Cage jako czarnoksiężnik Balthazar Blake, Jay Baruchel jako uczeń Dave Stutler oraz Monica Bellucci jako Veronica.
W Polsce premiera filmu odbyła się 30 lipca 2010.

## Fabuła
Balthazar Blake, jeden z trzech najbardziej zaufanych uczniów Merlina, otrzymał od swego konającego mistrza misję odnalezienia w przyszłości swego potomka – pierwszego Merlińczyka. Tylko on będzie miał moc pokonania śmiertelnego wroga Merlina i najniebezpieczniejszego czarnoksiężnika świata – Morgany le Fay. Balthazar, obdarzony darem niestarzenia się, odnajduje w 2010 roku pierwszego Merlińczyka – Davida Stutlera. Na ich drodze staje jednak były przyjaciel i zaciekły wróg Balthazara – Maxim Horvarth.

## Obsada
- Nicolas Cage − Balthazar Blake, czarnoksiężnik (nawiązuje do Yen Sida przedstawionego w filmie Fantasia)
- Jay Baruchel − Dave Stutler, student, tytułowy „uczeń czarnoksiężnika” (postać nawiązuje do przedstawienia Mickey Mouse w filmie Fantasia)
  - Jake Cherry − młody Dave Stutler
- Alfred Molina − Maxim Horvath, zły czarownik
- Teresa Palmer − Becky, dziewczyna Dave’a
  - Peyton Roi List − młoda Becky
- Toby Kebbell − Drake Stone
- Monica Bellucci − Veronica, ukochana Blake’a
- Robert Capron − Oliver, przyjaciel Dave’a
- Ethan Peck − Andre
- Alice Krige − Morgana Le Fay
- Gregory Woo − Sun Lok
- James A. Stephens − Merlin
- Ian McShane − Narrator

## Produkcja
Identyczny zespół tworzący film (reżyser, producent, montażysta, kompozytor, odtwórca głównej roli, studio, dystrybutor) jest również odpowiedzialny za film Skarb narodów oraz jego kontynuację - Skarb narodów: Księga tajemnic.

## Ścieżka dźwiękowa
Kompozytorem oraz wykonawcą soundtracku do filmu jest Trevor Rabin, muzyk i kompozytor rockowy, były gitarzysta zespołu Yes.